# オットー・ウンフェルドルベン

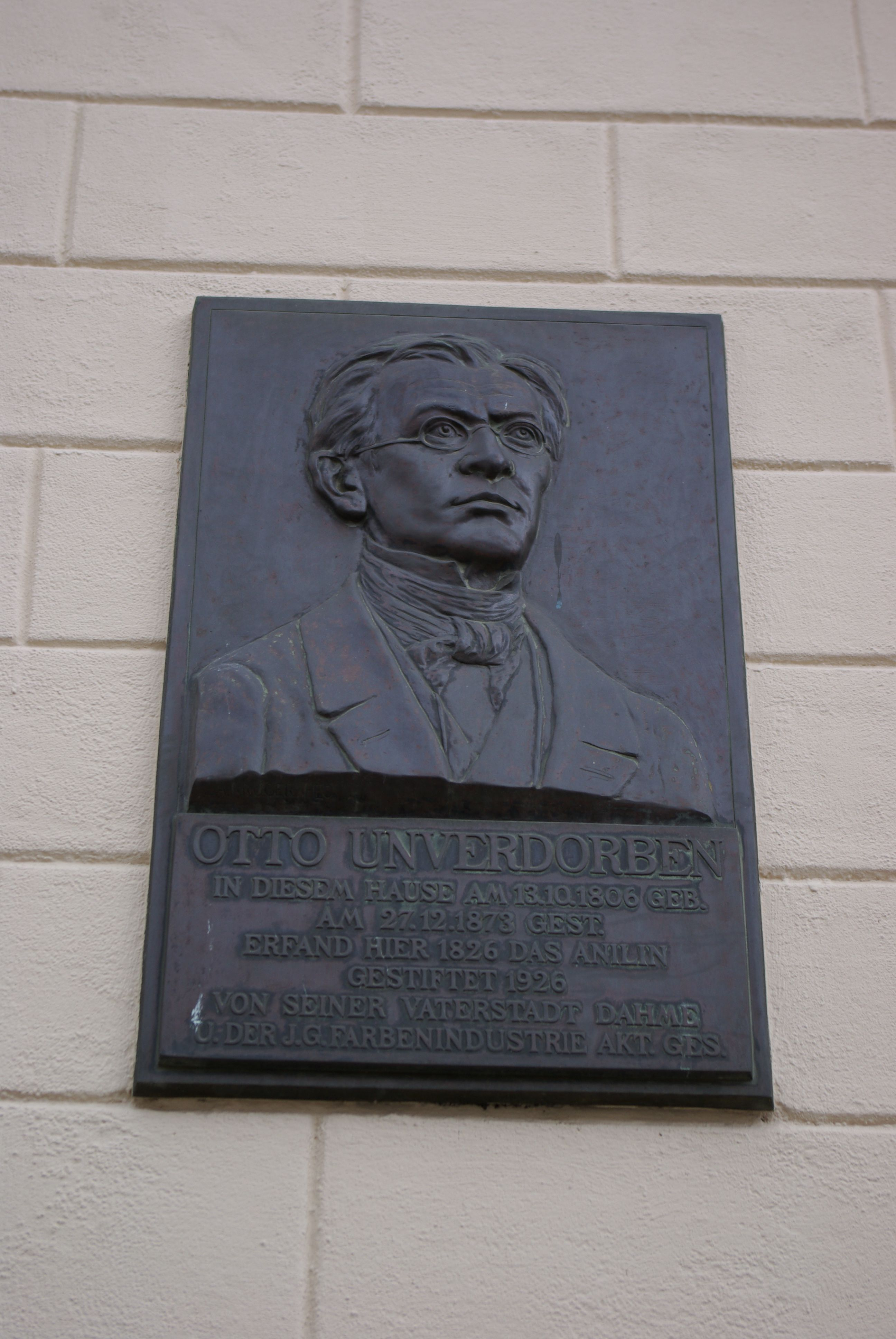
ダーメにあるウンフェルドルベンのレリーフ

オットー・パウル・ウンフェルドルベン（Otto Paul Unverdorben、1806年10月13日 - 1873年11月28日）はドイツの化学者、実業家である。1826年にアニリンを発見した。

## 略歴
ブランデンブルク州のダーメの豊かな商人の家に生まれた。ドレスデンの学校を出た後、ハレ大学、ライプツィヒ大学、ベルリン大学で化学を学んだ。有機物質の研究を行い、20歳の1826年に染料、インディゴを熱分解して、「クリスタリン」(Crystallin)と命名した物質を得た。これはアニリンであり、染料、化学工業の原料として重要な物質である。アニリンの名は1841年に同様にアニリンを得た、サンクトペテルブルクで働いたドイツの化学者フリッチェ(Carl Julius Fritzsche）が命名した。
1829年に両親の資産を受け継ぎ、化学の研究から遠ざかった。ウンフェルドルベン自身はタバコ吸わなかったが故郷のダーメでタバコ会社を興して成功し、地域に慈善活動を行い、ダーメには記念館がつくられている。